# Новомоношкіно
Новомоно́шкіно (рос. Новомоношкино) — село у складі Зоринського району Алтайського краю, Росія. Адміністративний центр Новоманошкінської сільської ради.

## Населення
Населення — 1057 осіб (2010; 1110 у 2002).
Національний склад (станом на 2002 рік):
- росіяни — 96 %